# 冠吻奈氏鱈
冠吻奈氏鱈，為輻鰭魚綱鱈形目鼠尾鱈科的其中一種。分布於太平洋區，包括日本及夏威夷群島海域，棲息在中水層，約水深538至604公尺，體長可達35公分，生活習性不明。